# Europees Solidariteitscentrum

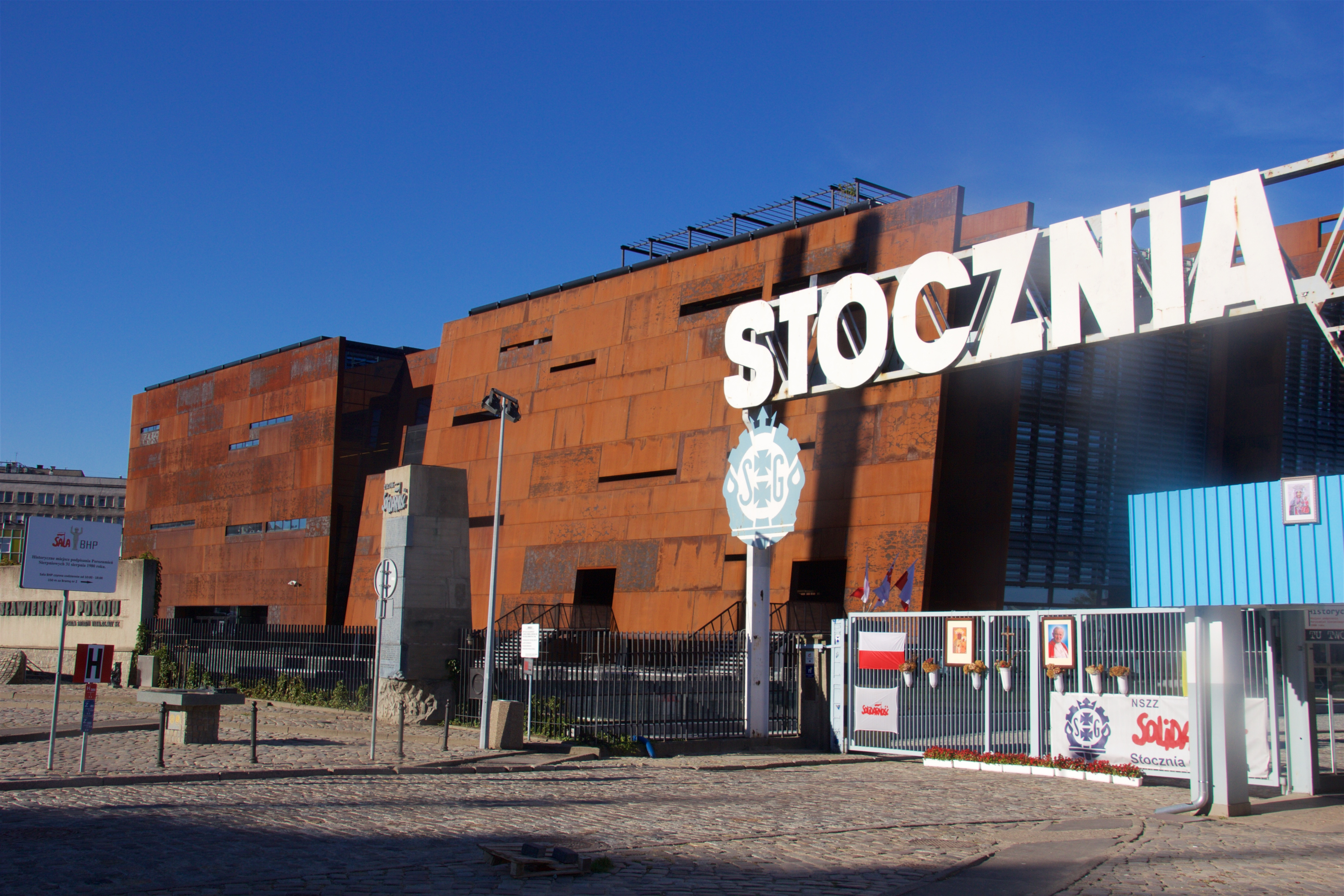
Europees Solidariteitscentrum

Het Europees Solidariteitscentrum (Pools: Europejskie Centrum Solidarności) is een museum en bibliotheek in het Poolse Gdańsk. Het gebouw is gemaakt naar ontwerp van het Poolse FORT Architects en werd geopend in 2014. 
Het museum belicht de geschiedenis van vakbond Solidarność en andere verzetsbewegingen in communistisch Oost-Europa. Er worden zo'n 2000 voorwerpen tentoongesteld. De bibliotheek omvat zo'n 100 000 werken.